# Dick Taylor (allenatore di calcio)
Dick Taylor (Wolverhampton, 9 aprile 1918 – 28 gennaio 1995) è stato un allenatore di calcio e calciatore inglese, che ha guidato l'Aston Villa dal 1964 al 1967.

## Carriera

### Allenatore
Ha allenato dal 1964 al 1967 l'Aston Villa, nella prima divisione inglese.